# Bemboka
Bemboka – miasto w Australii, w stanie Nowa Południowa Walia.